# Draganić
Draganić je hustě obydlené sídlo a středisko stejnojmenné opčiny v Chorvatsku v Karlovacké župě. Nachází se asi 7 km jihozápadně od Jastrebarska, 11 km severozápadně od Karlovace a asi 45 km jihozápadně od centra Záhřebu. Podle sčítání lidu v roce 2021 zde žilo 2 560 obyvatel. Nejvíce obyvatel (4 132) zde žilo v roce 1931.
Dříve se opčina skládala z celkem 17 vesnic, které na sebe kromě vesnic Franjetići, Križančići a Lazina svým zastavěným územím navazovaly. V roce 2001 byly všechny sloučeny do jediného sídla s názvem Draganić. Centrum bylo ve vesnici Draganići, podle které nově vzniklá obec byla pojmenována. Největší vesnicí však byla Lazina, vesnice Draganići byla až čtvrtá v pořadí. Přestože tyto vesnice již oficiálně neexistují, stále jsou zmiňovány na dopravním značení a v obci jsou stále přítomny tabule upozorňující na jejich začátek.
- Barkovići – 149 obyvatel
- Bencetići – 157 obyvatel
- Budrovci Draganićki – 483 obyvatel
- Darići – 48 obyvatel
- Draganići – 400 obyvatel
- Franjetići – 136 obyvatel
- Goljak Draganićki – 256 obyvatel
- Jazvaci – 141 obyvatel
- Križančići – 50 obyvatel
- Lazina – 659 obyvatel
- Lug – 201 obyvatel
- Mrzljaki Draganićki – 426 obyvatel
- Vrbanci – 152 obyvatel
- Vrh Draganićki – 303 obyvatel

Draganićem prochází peáž silnic D1 a D3, blízko též prochází dálnice A1. Nachází se zde kostel svatého Jiří v Budrovcích, kaple svatého Antonína v Budrovcích, kaple svatého Fabiána a Šebestiána v Lazině, kaple svaté Trojice v Goljaku a kaple svaté Barbory ve Vrhu.